# Joel Kane
Pour les articles homonymes, voir Kane.

Joel Kane est un scénariste et un producteur de télévision américain né le 20 mai 1921 dans le Comté de Los Angeles (Californie) et mort le 20 avril 1993 à Melbourne (Australie).

## Filmographie

### scénariste (cinéma)
- 1986 : The Adventures of Tom Sawyer
- 1957 : Du sang dans le désert de Anthony Mann

### scénariste (télévision)
- 1987 : Don Quixote of La Mancha
- 1986 : King Solomon's Mines
- 1979 : Skyways (3 épisodes)
- 1976 : The Mumbly Cartoon Show
- 1975 : The New Tom & Jerry Show
- 1975 : The Oddball Couple
- 1975 : The Great Grape Ape Show
- 1974 : Happy Days (1 épisode)
- 1973 : Emergency +4 (11 épisodes)
- 1973 : Speed Buggy
- 1972 : Josie and the Pussy Cats in Outer Space
- 1971 : The Brady Bunch (1 épisode)
- 1971 : Help!... It's the Hair Bear Bunch! (1 épisode)
- 1969-1970 : Madame et son fantôme (3 épisodes)
- 1969 : Les Arpents verts (1 épisode)
- 1969 : Opération vol (1 épisode, 1969)
- 1968 : Les Mystères de l'Ouest (1 épisode)
- 1968 : Brigade criminelle (1 épisode)
- 1968 : The Monkees (1 épisode)
- 1967 : Les Envahisseurs (1 épisode)
- 1967 : Judd for the Defense (1 épisode)
- 1966-1967 : It's About Time (3 épisodes)
- 1963-1966 : Petticoat Junction (6 épisodes)
- 1966 : Mr. Terrific (1 épisode)
- 1965 : The John Forsythe Show (1 épisode)
- 1960-1963 : Dobie Gillis (70 épisodes)
- 1958-1960 : Have Gun - Will Travel (2 épisodes)
- 1958-1959 : The Gale Storm Show: Oh! Susanna (3 épisodes)
- 1959 : 77 Sunset Strip (1 épisode)
- 1959 : The Texan (1 épisode)
- 1959 : M Squad (1 épisode)
- 1958-1959 : The Restless Gun (2 épisodes)
- 1958 : Monsieur et Madame détective (1 épisode)
- 1958 : The People's Choice (1 épisode)
- 1957 : Zorro (1 épisode)
- 1957 : The Adventures of Jim Bowie (1 épisode)

### producteur
- 1965 : The John Forsythe Show
- 1960-1962 : Dobie Gillis

## Nominations
- Oscars du cinéma 1958 : Nomination pour l'Oscar du meilleur scénario original (Du sang dans le désert)